# Thanatus arenarius
Thanatus arenarius es una especie de araña cangrejo del género Thanatus, familia Philodromidae. Fue descrita científicamente por Thorell en 1872.

## Distribución
Esta especie se encuentra desde Europa a Irán.